# Тафрина Рострупа
Тафри́на Ро́струпа (лат. Taphrina rostrupiana) — вид грибов рода тафрина (Taphrina) отдела аскомицеты (Ascomycota), паразит деревьев и кустарников рода Слива (Prunus). Вызывает деформацию плодов.

## Описание
Мицелий зимующий, сохраняется в ветвях, весной прорастает и проникает в завязи, вызывая разрастание и стерильность плодов («кармашки»).
Аски размерами 35—50×6—8 мкм. Базальные клетки (см. в статье Тафрина) 10—15×2—7 мкм, удлинённые.
Аскоспоры удлинённо-яйцевидные, размерами 6—7×35 мкм, редко почкуются.

## Распространение и хозяева
Тафрина Рострупа поражает тёрн (Prunus spinosa) и терносливу (Prunus insititia), встречается в Западной Европе и странах бывшего СССР.